# Hofanlage Elisabethstraße 7

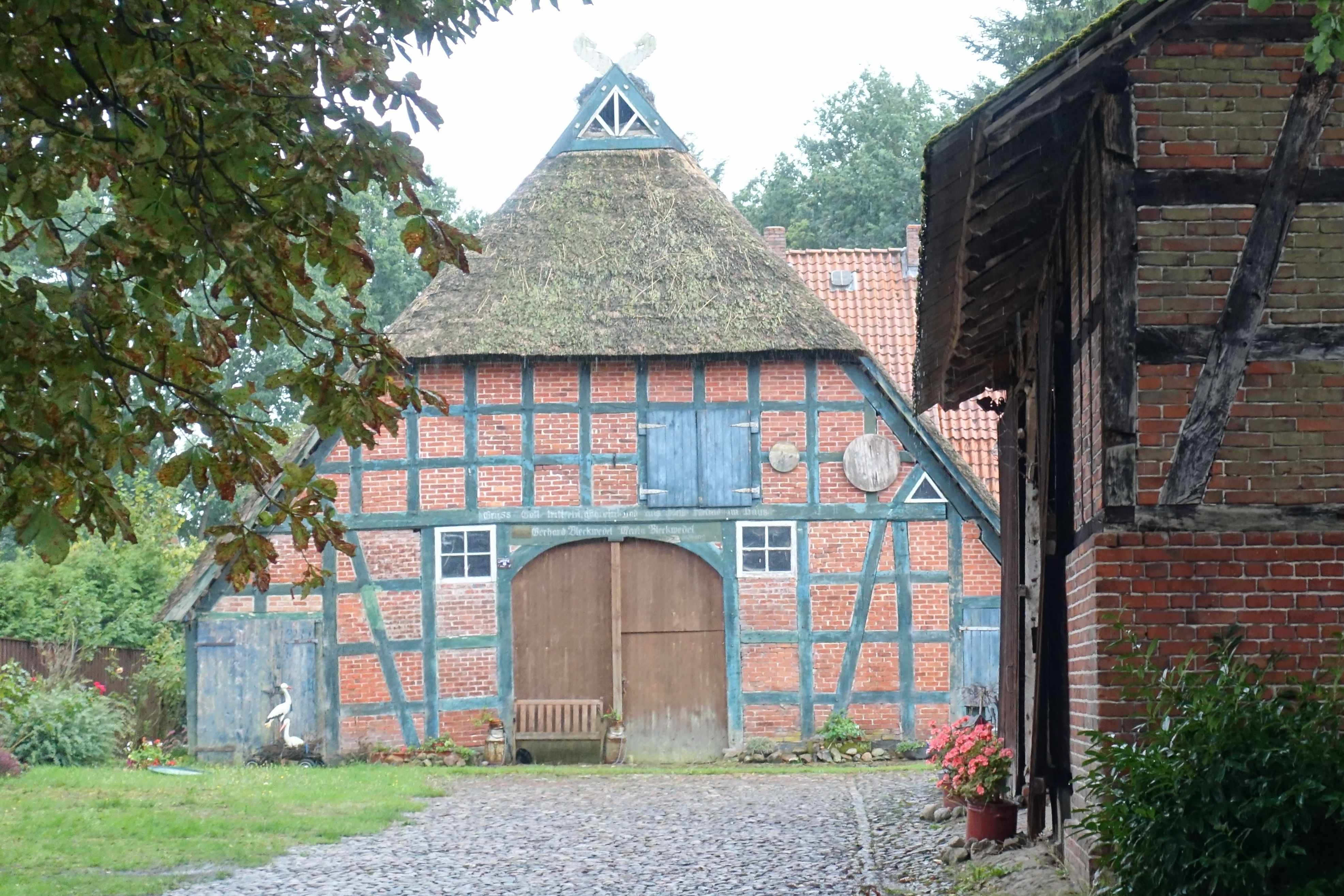
Nordgiebel (2022)

Die Hofanlage Elisabethstraße 7 in der niedersächsischen Gemeinde Hemslingen wurde im 17. Jahrhundert gebaut. Aktuell (2025) wird sie auch zum Wohnen genutzt.
Das Hauptgebäude steht unter Denkmalschutz (siehe auch Liste der Baudenkmale in Hemslingen).

## Geschichte und Beschreibung
Hemslingen wurde um 1320 erwähnt und gehört zur heutigen Samtgemeinde Bothel im Landkreis Rotenburg (Wümme).
Die Hofanlage besteht aus
- dem eingeschossigen traufständigen Wohn- und Wirtschaftsgebäude vom ausgehenden 17. Jahrhundert als Zweiständer-Hallenhaus in Fachwerk mit Steinausfachungen, reetgedecktem Krüppelwalmdach, Uhlenloch, Ladeluke und Grooter Door mit Korbbogen,[2]
- dem zweigeschossigen giebelständigen Wohnhaus von 1926 in Backstein mit Mansarddach, welches den Wohnteil des Hauptgebäudes ersetzte; wegen Änderungen 1986 aus dem Denkmalverzeichnis gestrichen,
- der eingeschossigen traufständigen Scheune von um 1890 in Fachwerk mit Quereinfahrt; wegen Änderungen 2020 aus dem Denkmalverzeichnis gestrichen,
- dem Stall von um 1900 in Backstein; wegen Änderungen 2020 aus dem Denkmalverzeichnis gestrichen,
- und dem vierteilig eingefassten Brunnen aus Sandstein von 1748 mit der Inschrift Anna Maria Bleckwehls.[3]

Das Landesdenkmalamt befand u. a.: „… ein regionstypisches Hallenhaus der ersten Hälfte des 18. Jahrhunderts in Zweiständerkonstruktion ….“